# Jennifer Falk
Pour les articles homonymes, voir Falk.
Jennifer Falk, née le 26 avril 1993, est une footballeuse internationale suédoise. Actuellement avec le BK Häcken, elle évolue au poste de gardienne de but.

## Carrière

### En club
Avec le club de Torslanda IK elle joue en division 2 puis en division 1 (soit les 4e et 3e niveau.
Avec le club de Jitex BK elle joue pour la première fois en Damallsvenskan, le niveau le plus élevé du football suédois féminin, mais ne peut empêcher la relégation du club en Elitettan, la 2e division suédoise.
Elle intègre en 2015 le club de Mallbackens IF, nouvellement promu en Damallsvenskan. Le club parvient à se maintenir de justesse (à la différence de but).
Elle intègre en 2016 le club de Kopparbergs/Göteborg FC, un habitué du plus haut niveau, comme doublure de Loes Geurts, gardienne de la sélection néerlandaise depuis 2005.

### En sélection
Le 16 mai 2019 elle est convoquée dans l'équipe de Suède devant disputer la Coupe du monde 2019 qui a lieu en France ; les Suédoises terminent troisièmes du tournoi.

## Palmarès

### En club

#### AvecKopparbergs/Göteborg FC
- Vice-championne du Championnat de Suède 2018.

### En sélection
- Coupe du monde
  - Troisième en 2019